# Edward Chaney
Edward Chaney (Hillingdon, 1951) è uno storico e docente britannico professore di arti decorative all'Università di Southampton Solent.
Si è occupato del tema del Grand Tour, delle relazioni culturali anglo-italiane, della storia delle collezioni, di Inigo Jones e dell'eredità dell'antico Egitto. Ha all'attivo pubblicazioni sull'arte britannica del XX secolo. Nel 2003 ha ricevuto l'onorificenza di commendatore dell'Ordine al merito della Repubblica italiana.
È il biografo di Gerald Basil Edwards, autore di The Book of Ebenezer Le Page, pubblicato dopo la morte dell'autore avvenuta nel 1976.

## Biografia

### Istruzione
Ha studiato alla Leighton Park School di Reading, alla Ealing School of Art e si è poi laureato in storia dell'arte all'Università di Reading. Ha conseguito un MPhil e PhD al Warburg Institute, dell'Università di Londra. Ha conseguito, inoltre, una laurea all'Università di Pisa. Ha sposato la biografa Lisa Chaney (nata Jacka) a Parigi nel 1973 ed insieme hanno avuto due figlie. 

### Professione
Dal 1978 al 1985 è vissuto a Firenze quale ricercatore all'Istituto universitario europeo, assistente professore aggiunto alla sede dell'Università di Georgetown di Villa Le Balze, professore associato all'Università di Harvard di Villa I Tatti e professore all'Università di Pisa.
Dal 1985 al 1990 è stato Shuffrey Research Fellow in storia dell'architettura al Lincoln College di Oxford.
Ha poi collaborato con l'English Heritage come storico per la regione di Londra e docente di storia dell'arte all'Oxford Brookes University.
Nel 1997 venne nominato professore di arti decorative al Southampton Institute, ora Università di Southampton Solent, dove ha fondato l'History of Collecting Research Centre.
Nel 2014 è stato nominato Visiting Professor of Art History al New College of the Humanities e nel gennaio-marzo 2015 Fernand Braudel Senior Fellow all'Istituto universitario europeo di Firenze.
È stato co-fondatore ed editore del Journal of Anglo-Italian Studies, Executive Committee della British-Italian Society, dell'International Association of Art Critics (AICA) e della Catholic Record Society.
Attualmente fa parte del comitato editoriale di:
- The Journal of the Wyndham Lewis Studies Archiviato il 13 aprile 2017 in Internet Archive..
- The British Art Journal.
- The Court Historian.

Nel 2016 è stato nominato governor dell'University Hospital Southampton NHS Foundation Trust.

## Opere
- Oxford, China and Italy:  Writings in Honour of Sir Harold Acton (ed. with Neil Ritchie, Thames and Hudson, 1984)
- The Grand Tour and the Great Rebellion: Richard Lassels and ‘The Voyage of Italy’ in the Seventeenth Century (C.I.R.V.I., Slatkine, 1985)
- A Traveller's Companion to Florence (intro Harold Acton, Constable, 1986; 2nd ed. Constable and Robinson, 2002, 3rd ed. I.B.Tauris, forthcoming)
- England and the Continental Renaissance (ed with Peter Mack:  Boydell Press, 1990)
- English Architecture: Public and Private (ed with John Bold:  Hambledon Press, 1993)
- The Evolution of the Grand Tour: Anglo-Italian Cultural Relations since the Renaissance (1998; 2nd, paperback edition, Routledge, 2000)
- The Stuart Portrait: Status and Legacy (with Godfrey Worsdale; Paul Holberton Publishing, 2001).
- The Evolution of English Collecting: Receptions of Italian Art during the Tudor and Stuart Periods (Yale University Press, 2003)
- Richard Eurich 1903-1992: A Visionary Artist (with Christine Clearkin, Paul Holberton, 2003)
- Introduction, updated bibliography and corrections to new edition of John Hale's England and the Italian Renaissance (Blackwell, Oxford 2005)
- Inigo Jones's 'Roman Sketchbook', 2 vols. (Roxburghe Club, 2006)
- William Rose: Tradition and an Individual Talent (Bath, 2009)
- The Jacobean Grand Tour: Early Stuart Travellers in Europe (with Timothy Wilks; I.B. Tauris, 2014).
- Genius Friend: G.B. Edwards and The Book of Ebenezer Le Page (Blue Ormer, 2015)

## Riconoscimenti
- Leverhulme European Studentship 1978-9.
- Huntington Library Research Fellowship (British Academy travel funded). 1995.
- Paul Mellon Centre for Studies in British Art British School at Rome Award. 2006.
- Leverhulme Major Research Fellowship: 2010–2012. 'Polytheism and its Discontents: Cultural Memories of Egypt in England.'.[9]
- British Council: travel expenses to International Travel and Illustration conference (keynote speaker), Bangalore, India, November 2014.[10]
- Fernand Braudel Senior Research Fellowship; Istituto universitario europeo, Firenze; gennaio-marzo 2015.[6]